# 德爾峰
46°32′43.3″N 9°41′29.5″E / 46.545361°N 9.691528°E

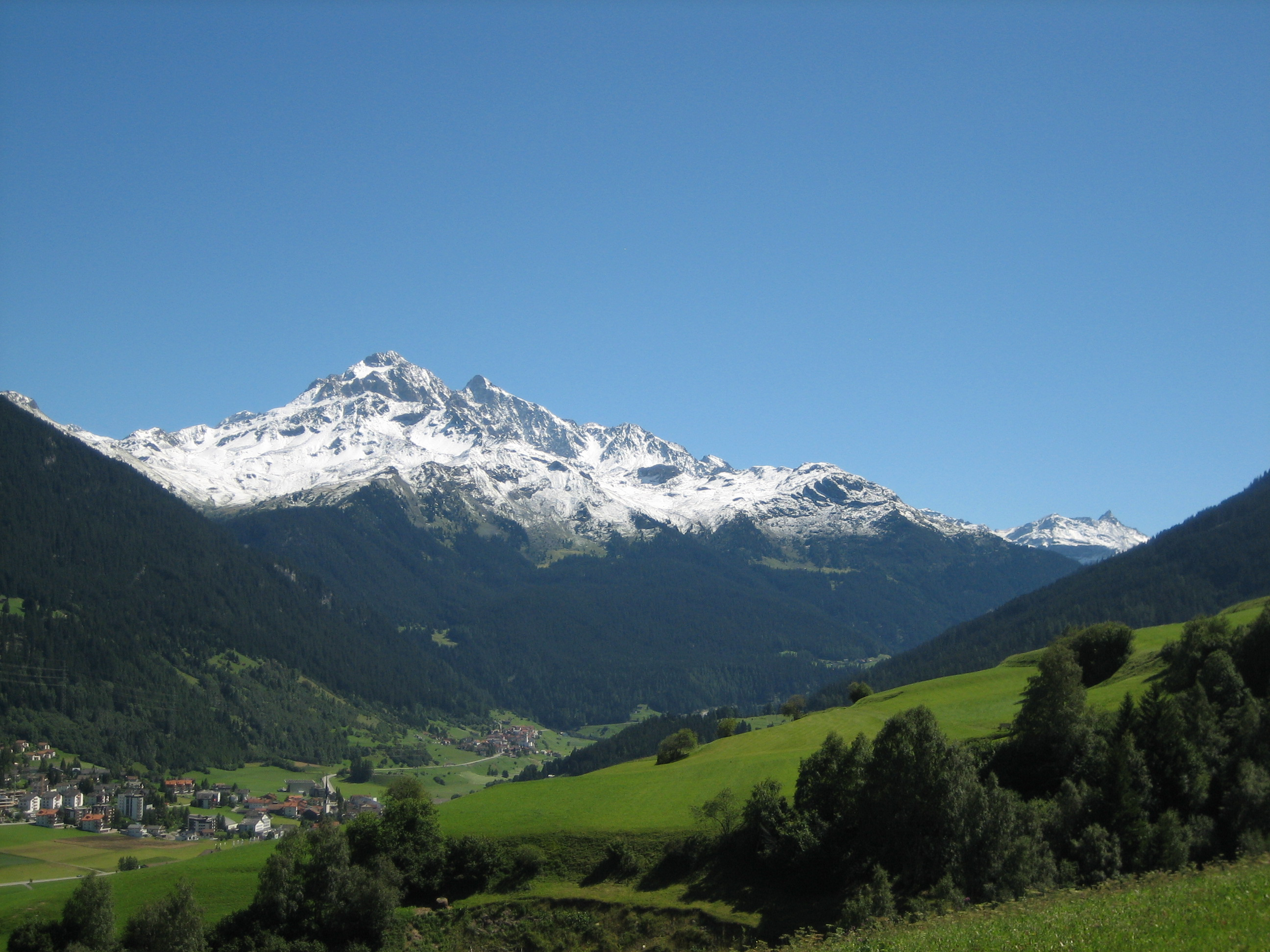

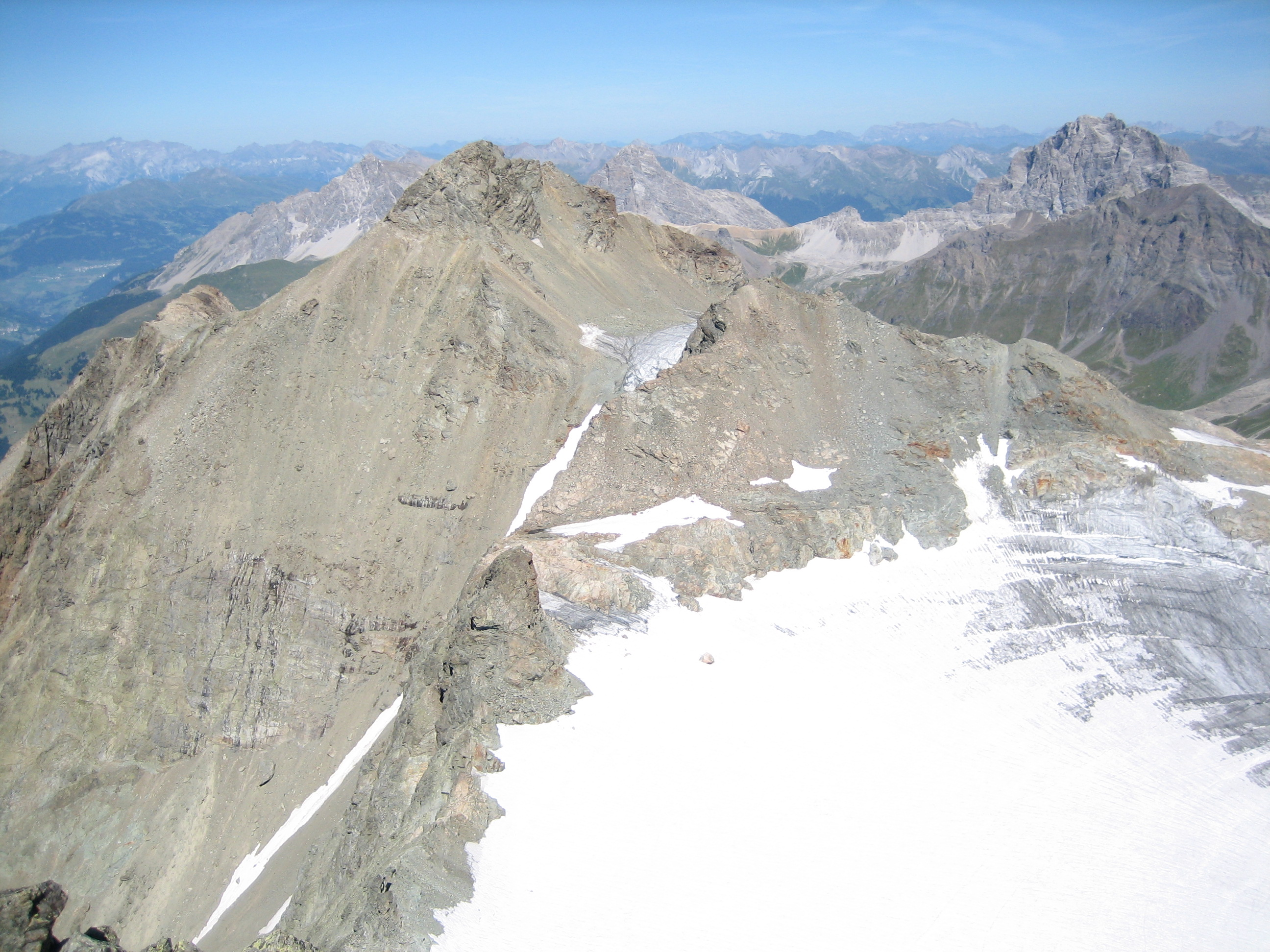

德爾峰（Piz d'Err），是瑞士的山峰，位於該國東南部，由格勞賓登州負責管轄，屬於阿爾布拉山脈的一部分，海拔高度3,378米，每年平均降雨量1,693毫米。